# 南宁县 (云南)
南宁县，元朝时设置的县。在今云南省曲靖市境。
元朝时，为千户，至元十三年（1276年），置南宁州。二十二年（1286年），降为南宁县。属曲靖路，为倚郭县。明朝初年，曲靖路改为曲靖府，仍为曲靖府倚郭县。清朝时，仍属曲靖府，评价冲，难。民国初年，全国废府州厅改县。1913年4月，裁曲靖府，保留南宁县，改名为曲靖县。